# Vigilance
Vigilance (deutsch: Wachsamkeit) war eine 1964 bis 1991 bestehende rechtspopulistische Partei im schweizerischen Kanton Genf.

## Geschichte
Vigilance ging aus einer 1964 gegründeten Bürgerbewegung hervor, die sich dagegen wandte, das anlässlich der 150-Jahr-Feier des Beitritts Genfs zur Schweiz das Schauspiel «Un banquier sans visage» von Walter Weidell aufgeführt wurde und der Kanton Genf dieses finanziell unterstützte. 1965 erhielt die Partei 12 Sitze im aus 80 Sitzen bestehenden Genfer Stadtparlament. 1973 konnte Vigilance mit zehn (von 100) Abgeordneten in den Grossen Rat einziehen. Bereits seit 1967 war der Anwalt Arnold Schlaepfer für die Partei im Grossen Rat tätig.
Bei den Grossratswahlen 1969 scheiterte die Partei an der in Genf geltenden 7-%-Klausel, konnte aber 1973 wieder in das Kantonsparlament einziehen und sollte dort bis zu ihrer Auflösung durchgehend vertreten sein. Ab den Schweizer Parlamentswahlen 1975, an der Vigilance in einem Wahlbündnis mit dem Mouvement républicain teilnahm, war die Partei im Nationalrat vertreten. Ausgeübt wurde dieses Mandat von Mario Soldini, ehemaliges Mitglied der Union nationale und Mitarbeiter des Genfer Faschistenführers Georges Oltramare.
1985 konnte Vigilance mit einem Stimmenanteil von 19 % ganze 29 Sitze im Genfer Stadtparlament einnehmen. Ihren grössten Wahlerfolg erreichten die Vigilants 1985, als sie von 7 auf 19 Sitze im Kantonsparlament anwuchsen und damit zweitstärkste Partei wurden. Jugendleiter war Pierre Jaquinard, ein ehemaliges Mitglied von Nouvel ordre social. Jaquinard bekannte sich im Parlament offen dazu, ein Faschist zu sein.
Arnold Schlaepfer kandidierte im Herbst 1985 erfolglos für ein Amt in der Genfer Kantonsregierung. Er erhielt 28 % der Stimmen. Ebenfalls zu diesem Zeitpunkt veranstaltete die Partei in Le Coudre bei Mont-la-Ville eine interkantonale Tagung zum Asylrecht. Anwesend waren Olivier Delacrétaz (Ligue vaudoise) und Roger Lovey (Mouvement conservateur valaisan). 1984 spaltete sich von Vigilance eine Gruppe ab, die unter der Führung von Daniel Berger ihren Rassismus offen bekunden wollte und sich den Namen Efficacité et Croissance gab.
Danach führten politische Differenz innerhalb der Bewegung zu einem raschen Niedergang. In Lausanne bildete sich zwar noch eine Ortspartei aus ehemaligen Mitgliedern des Mouvement républicain, die zusammen mit der Action nationale im Oktober 1985 zu den Wahlen für das Stadtparlament antrat. Bei den Wahlen 1987 verlor Soldini jedoch seinen Nationalratssitz. Die Lausanner Sektion löste sich im März 1987 auf. Bei den Wahlen in die Genfer Stadt- und Gemeindeparlamente 1991 verlor Vigilance 17 seiner 19 Sitze.
Ab 1985 übernahm der Beamte Eric Bertinat die Parteileitung von Roland Burkin. Zu diesem Zeitpunkt hatte sie etwa 800 aktive Mitglieder. Bertinat war ein Anhänger von Charles Mauras und des rechtsextremen Zeitgenossen Jean-Marie Le Pen. Im Februar 1988 trat Bertinat von seiner Funktion zurück. Neuer Parteivorsitzender wurde der Gemüsehändler Georges Matthey-Doret und danach im März 1990 Paul Passer.
Er kam zur Parteiabspaltung und der Gründung des Mouvement patriotique genevois, dem sich viele Mitglieder anschlossen. Letzter Parteivorsitzender war Francesco Torti. 1991 löste sich die Partei auf. Einige Politiker der Vigilance engagierten sich später in der Genfer SVP oder dem Mouvement citoyens genevois.

## Parteiprogramm
In ihrem Parteiprogramm verlangte Vigilance den Schutz der Kleineigentümer und kritisierte das rasante Wachstum Genfs und die Asylpolitik. Sie unterstützte die «Überfremdungs-Initiativen» und war den in Genf ansässigen internationalen Organisationen gegenüber kritisch eingestellt. Ihr Motto war «Restons princes dans notre ville» («Bleiben wir Fürst in unserer Stadt!», zu verstehen als «Bleiben wir die Herrin unserer Stadt!»).

## Jugendorganisation
Die Jungorganisation gab sich den Namen Sang Neuf (dt. Neues Blut).

## Zeitschriften
Vigilance gab von 1964 bis 1978 die gleichnamige Monatszeitschrift Vigilance heraus. Sie erreichte eine Auflage von bis zu 10'000 Exemplaren. Das Blatt trug zeitweise den Titel Mouvement civique genevois. Ab 1978 erschien es unter dem Namen Le Vigilant.
Das langjährige Parteimitglied Roland Troyon veröffentlichte im Alleingang ab 1975 die aggressiv antikommunistische Heftreihe Justice et Vérité – Justiz und Wahrheit.